# 皮济约
皮济约（法語：Puzieux，法語發音：[pyzjø] ⓘ）是法国摩泽尔省的一个市镇，属于萨尔堡-萨兰堡区。

## 地理
皮济约（48°53'33"N, 6°22'7"E）面积6.27 平方千米，位于法国大東部大區摩泽尔省，该省份为法国东北部内陆省份，是洛林的一部分，西南接默尔特-摩泽尔省，东临下莱茵省，北与卢森堡和德国接壤。
与皮济约接壤的市镇（或旧市镇、城区）包括：阿兰库尔拉科特、克兰库尔、代尔姆、克索库尔。

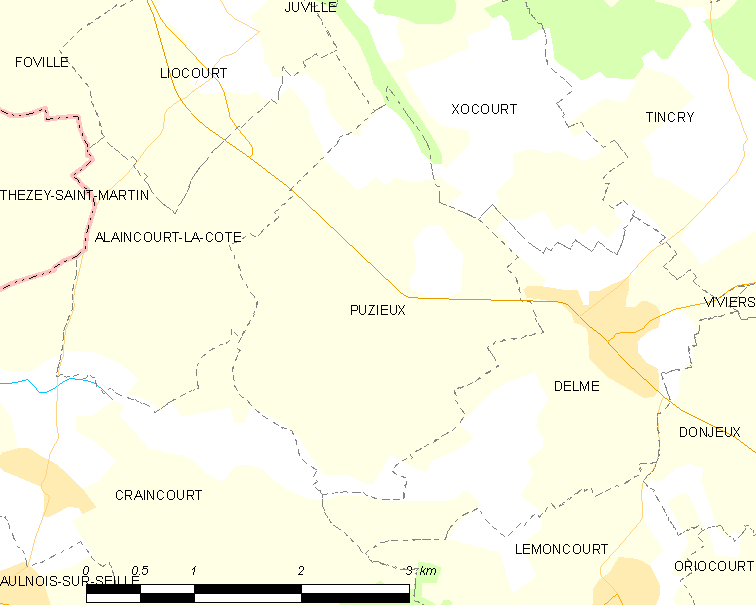
皮济约的OSM定位图

皮济约的时区为UTC+01:00、UTC+02:00（夏令时）。

## 行政
皮济约的邮政编码为57590，INSEE市镇编码为57559。

## 政治
皮济约所属的省级选区为索努瓦县。

## 人口

1962-2008年间皮济约人口变化图示

皮济约于2022年1月1日时的人口数量为168人。